# 박은봉
박은봉(1960년~ )은 대한민국의 작가이자, 역사학자, 교육자, 연구인이다.

## 경력
- 고려대학교 대학원 한국사학과

## 저서
- 세계사 100 장면 (가람기획, 1992)
- 한국사 100 장면 (가람기획, 1993)
- 인물여성사 한국편(공저) (새날, 1994)
- 세계사 뒷이야기 (실천문학, 1994)
- 한국사 뒷이야기 (실천문학, 1997)
- 개정판 세계사 100장면 (실천문학, 1996)
- 개정판 한국사 100장면 (실천문학, 1997)
- 엄마의 역사편지1.2 (웅진주니어, 2000)
- 사진과 그림으로 보는 한국사편지 1 (웅진주니어, 2002)
- 사진과 그림으로 보는 한국사편지 2 (웅진주니어, 2002)
- 사진과 그림으로 보는 한국사편지 3 (웅진주니어, 2003)
- 사진과 그림으로 보는 한국사편지 4 (웅진주니어, 2003)
- 사진과 그림으로 보는 한국사편지 5 (웅진주니어, 2003)
- 한국사 상식 바로잡기 (책과함께, 2007)
- 박은봉 이광희 선생님의 한국사 상식 바로잡기 1 (책과함께어린이, 2008)
- 개정판 한국사편지 1-5 (책과함께어린이, 2009)
- 개정판 엄마의 역사편지 (책과함께어린이, 2010)
- 박은봉 이광희 선생님의 한국사 상식 바로잡기 2 (책과함께어린이, 2010)
- 당신에게 들려주고 싶은 세계사(세계사 뒷이야기 개정판) (책과함께, 2013)

## 상훈 경력
- 2004년 제45회 백상출판문화상 어린이청소년상